# أندون قيصري
أندون قيصري (27 يونيو 1942 - 13 فبراير 2021) ممثل ومخرج مسرحي ألباني. قدم عددًا قليلاً من الأفلام كممثل، وعرف أيضًا بعمله في المسرح. أعلنته حكومة ألبانيا أنه فنان مميز.